# Llista dels centres emissors dels Països Catalans
Aquesta és una llista dels principals centres emissors de ràdio i televisió ubicats als Països Catalans.

## Franja de Ponent
Apareixen repetidors d'Aragó i Catalunya que donen servei a la Franja de Ponent, encara que no estiguin in-situ a la Franja.

### Cerler / La Mina
Comarca: Ribagorça
Cota: 1692 m
Cobertura: Vall de Benasc (nord)

#### Televisió
| Xarxa múltiplex | Canal d'emissió  | Serveis                   | Senyal | Web                                       |
| --------------- | ---------------- | ------------------------- | ------ | ----------------------------------------- |
| MPE5            | 28 UHF (530 MHz) | Atreseries                | DVB-T  | http://atreseries.atresmedia.com/         |
| MPE5            | 28 UHF (530 MHz) | Be Mad                    | DVB-T  | https://www.bemad.es/                     |
| MPE5            | 28 UHF (530 MHz) | Realmadrid TV             | DVB-T  | https://www.realmadrid.com/real-madrid-tv |
| MPE5            | 28 UHF (530 MHz) | TEN                       | DVB-T  | https://www.tentv.es/                     |
| MPE5            | 28 UHF (530 MHz) | Los 40 Classic            | DVB-T  | https://los40.com/los40_classic           |
| MPE5            | 28 UHF (530 MHz) | Los 40 Urban              | DVB-T  | https://los40.com/los40_urban             |
| MPE5            | 28 UHF (530 MHz) | Radiolé                   | DVB-T  | https://www.radiole.com/                  |
| MPE3            | 30 UHF (546 MHz) | Telecinco                 | DVB-T  | https://www.telecinco.es/                 |
| MPE3            | 30 UHF (546 MHz) | Cuatro                    | DVB-T  | https://www.cuatro.com/                   |
| MPE3            | 30 UHF (546 MHz) | Factoría de Ficción       | DVB-T  | https://www.factoriadeficcion.com/        |
| MPE3            | 30 UHF (546 MHz) | Divinity                  | DVB-T  | https://www.divinity.es/                  |
| RGE2            | 41 UHF (634 MHz) | La 1 UHD                  | DVB-T  | https://www.rtve.es/television/           |
| RGE2            | 41 UHF (634 MHz) | Clan                      | DVB-T  | https://www.rtve.es/television/           |
| RGE2            | 41 UHF (634 MHz) | DKISS                     | DVB-T  | https://www.dkiss.es/                     |
| RGE2            | 41 UHF (634 MHz) | RNE Radio Clásica HQ      | DVB-T  | http://www.rtve.es/radio/radiocalasica/   |
| RGE2            | 41 UHF (634 MHz) | RNE Radio 3 HQ            | DVB-T  | http://www.rtve.es/radio/radio3/          |
| RGE2            | 41 UHF (634 MHz) | RNE Radio Exterior        | DVB-T  | http://www.rtve.es/radio/radio-exterior/  |
| RGE2            | 41 UHF (634 MHz) | Kiss FM                   | DVB-T  | http://www.kissfm.es/                     |
| RGE2            | 41 UHF (634 MHz) | HIT FM                    | DVB-T  | https://www.hitfm.es/                     |
| RGE2            | 41 UHF (634 MHz) | esRadio                   | DVB-T  | https://esradio.libertaddigital.com/      |
| RGE2            | 41 UHF (634 MHz) | SER                       | DVB-T  | https://www.cadenaser.com/                |
| RGE2            | 41 UHF (634 MHz) | Los 40                    | DVB-T  | https://los40.com/                        |
| RGE2            | 41 UHF (634 MHz) | Cadena Dial               | DVB-T  | https://www.cadenadial.com/               |
| MPE4            | 42 UHF (642 MHz) | Boing                     | DVB-T  | https://www.boing.es/                     |
| MPE4            | 42 UHF (642 MHz) | Energy                    | DVB-T  | https://www.energytv.es/                  |
| MPE4            | 42 UHF (642 MHz) | Mega                      | DVB-T  | https://mega.atresmedia.com/              |
| MPE4            | 42 UHF (642 MHz) | TRECE                     | DVB-T  | https://www.cope.es/trecetv               |
| MPE4            | 42 UHF (642 MHz) | Onda Cero                 | DVB-T  | https://www.ondacero.es/                  |
| MPE4            | 42 UHF (642 MHz) | Europa FM                 | DVB-T  | https://www.europafm.com/                 |
| MPE4            | 42 UHF (642 MHz) | Melodía FM                | DVB-T  | https://www.melodia-fm.com/               |
| MPE4            | 42 UHF (642 MHz) | COPE                      | DVB-T  | https://www.cope.es/                      |
| MPE4            | 42 UHF (642 MHz) | Rock FM                   | DVB-T  | https://www.rockfm.fm/                    |
| MPE1            | 44 UHF (658 MHz) | Veo 7                     | DVB-T  | http://www.veo7.com/                      |
| MPE1            | 44 UHF (658 MHz) | DMAX                      | DVB-T  | https://dmax.marca.com/                   |
| MPE1            | 44 UHF (658 MHz) | Squirrel                  | DVB-T  | https://squirreltv.es/                    |
| MPE1            | 44 UHF (658 MHz) | Paramount Network         | DVB-T  | https://www.paramountnetwork.es/          |
| MPE1            | 44 UHF (658 MHz) | Cadena 100                | DVB-T  | https://www.cadena100.es/                 |
| MPE1            | 44 UHF (658 MHz) | Radio María               | DVB-T  | https://radiomaria.es/                    |
| MPE1            | 44 UHF (658 MHz) | Radio Marca               | DVB-T  | http://www.radiomarca.com/                |
| MPE1            | 44 UHF (658 MHz) | BOM Radio                 | DVB-T  | https://www.bomradio.com/                 |
| MAUT_ARA        | 45 UHF (666 MHz) | Aragón TV                 | DVB-T  | http://www.aragontelevision.es/           |
| MAUT_ARA        | 45 UHF (666 MHz) | Aragón Radio              | DVB-T  | http://www.aragonradio.es/                |
| RGE1 ARA        | 46 UHF (674 MHz) | La 1 Aragón               | DVB-T  | https://www.rtve.es/television/           |
| RGE1 ARA        | 46 UHF (674 MHz) | La 2                      | DVB-T  | https://www.rtve.es/television/           |
| RGE1 ARA        | 46 UHF (674 MHz) | 24h                       | DVB-T  | https://www.rtve.es/television/           |
| RGE1 ARA        | 46 UHF (674 MHz) | Teledeporte               | DVB-T  | https://www.rtve.es/television/           |
| RGE1 ARA        | 46 UHF (674 MHz) | RNE Radio Nacional Aragón | DVB-T  | http://www.rtve.es/radio/                 |
| RGE1 ARA        | 46 UHF (674 MHz) | RNE Radio 5               | DVB-T  | http://www.rtve.es/radio/radio5/          |
| MPE2            | 48 UHF (690 MHz) | Antena 3                  | DVB-T  | https://www.antena3.com/                  |
| MPE2            | 48 UHF (690 MHz) | La Sexta                  | DVB-T  | https://www.lasexta.com/                  |
| MPE2            | 48 UHF (690 MHz) | Neox                      | DVB-T  | https://neox.atresmedia.com/              |
| MPE2            | 48 UHF (690 MHz) | Nova                      | DVB-T  | https://nova.atresmedia.com/              |

#### Ràdio
| Canal d'emissió | Serveis      | Senyal | Web                       |
| --------------- | ------------ | ------ | ------------------------- |
| 97,2 MHz        | Aragón Radio | FM     | http://www.aragonradio.es |

### Tamarit de Llitera / Santuari del Sagrat Cor de Jesús
Comarca: Llitera
Cota: 406 m
Cobertura: Llitera

#### Televisió
| Xarxa múltiplex                | Canal d'emissió  | Serveis                   | Senyal | Web                                       |
| ------------------------------ | ---------------- | ------------------------- | ------ | ----------------------------------------- |
| MAUT_CAT (TVC) (només Alpicat) | 22 UHF (482 MHz) | TV3                       | DVB-T  | http://www.tv3.cat/                       |
| MAUT_CAT (TVC) (només Alpicat) | 22 UHF (482 MHz) | 3/24                      | DVB-T  | http://www.324.cat/                       |
| MAUT_CAT (TVC) (només Alpicat) | 22 UHF (482 MHz) | SX3/33                    | DVB-T  | http://www.super3.cat/                    |
| MAUT_CAT (TVC) (només Alpicat) | 22 UHF (482 MHz) | Esport3                   | DVB-T  | http://www.esport3.cat/                   |
| MAUT_CAT (TVC) (només Alpicat) | 22 UHF (482 MHz) | IB3 Global                | DVB-T  | http://www.ib3tv.com/                     |
| MAUT_CAT (TVC) (només Alpicat) | 22 UHF (482 MHz) | Catalunya Ràdio           | DVB-T  | http://www.catradio.cat/                  |
| MAUT_CAT (TVC) (només Alpicat) | 22 UHF (482 MHz) | Catalunya Informació      | DVB-T  | http://www.catalunyainformacio.cat/       |
| MAUT_CAT (TVC) (només Alpicat) | 22 UHF (482 MHz) | Catalunya Música          | DVB-T  | http://www.catalunyamusica.cat/           |
| MAUT_CAT (TVC) (només Alpicat) | 22 UHF (482 MHz) | iCat                      | DVB-T  | http://www.icat.cat/                      |
| RGE2 (també Alpicat)           | 25 UHF (506 MHz) | La 1 UHD                  | DVB-T  | https://www.rtve.es/television/           |
| RGE2 (també Alpicat)           | 25 UHF (506 MHz) | Clan                      | DVB-T  | https://www.rtve.es/television/           |
| RGE2 (també Alpicat)           | 25 UHF (506 MHz) | DKISS                     | DVB-T  | http://www.dkiss.es/                      |
| RGE2 (també Alpicat)           | 25 UHF (506 MHz) | RNE Radio Clásica HQ      | DVB-T  | http://www.rtve.es/radio/radiocalasica/   |
| RGE2 (també Alpicat)           | 25 UHF (506 MHz) | RNE Radio 3 HQ            | DVB-T  | http://www.rtve.es/radio/radio3/          |
| RGE2 (també Alpicat)           | 25 UHF (506 MHz) | RNE Radio Exterior        | DVB-T  | http://www.rtve.es/radio/radio-exterior/  |
| RGE2 (també Alpicat)           | 25 UHF (506 MHz) | Kiss FM                   | DVB-T  | http://www.kissfm.es/                     |
| RGE2 (també Alpicat)           | 25 UHF (506 MHz) | HIT FM                    | DVB-T  | http://www.hittv.es/                      |
| RGE2 (també Alpicat)           | 25 UHF (506 MHz) | esRadio                   | DVB-T  | https://esradio.libertaddigital.com/      |
| RGE2 (també Alpicat)           | 25 UHF (506 MHz) | SER                       | DVB-T  | http://www.cadenaser.com/                 |
| RGE2 (també Alpicat)           | 25 UHF (506 MHz) | Los 40                    | DVB-T  | http://www.los40.com/                     |
| RGE2 (també Alpicat)           | 25 UHF (506 MHz) | Cadena Dial               | DVB-T  | http://www.cadenadial.com/                |
| MPE5 (també Alpicat)           | 28 UHF (530 MHz) | Atreseries                | DVB-T  | http://atreseries.atresmedia.com/         |
| MPE5 (també Alpicat)           | 28 UHF (530 MHz) | Be Mad                    | DVB-T  | https://www.bemad.es/                     |
| MPE5 (també Alpicat)           | 28 UHF (530 MHz) | Realmadrid TV             | DVB-T  | https://www.realmadrid.com/real-madrid-tv |
| MPE5 (també Alpicat)           | 28 UHF (530 MHz) | TEN                       | DVB-T  | https://tentv.es/                         |
| MPE5 (també Alpicat)           | 28 UHF (530 MHz) | Los 40 Classic            | DVB-T  | https://los40.com/los40_classic/          |
| MPE5 (també Alpicat)           | 28 UHF (530 MHz) | Los 40 Urban              | DVB-T  | https://los40.com/los40_urban/            |
| MPE5 (també Alpicat)           | 28 UHF (530 MHz) | Radiolé                   | DVB-T  | https://www.radiole.com/                  |
| MPE2 (també Alpicat)           | 32 UHF (562 MHz) | Antena 3                  | DVB-T  | http://www.antena3.com/                   |
| MPE2 (també Alpicat)           | 32 UHF (562 MHz) | La Sexta                  | DVB-T  | http://www.lasexta.com/                   |
| MPE2 (també Alpicat)           | 32 UHF (562 MHz) | Neox                      | DVB-T  | http://www.antena3.com/neox/              |
| MPE2 (també Alpicat)           | 32 UHF (562 MHz) | Nova                      | DVB-T  | http://www.antena3.com/nova/              |
| MPE3 (també Alpicat)           | 35 UHF (586 MHz) | Telecinco                 | DVB-T  | http://www.telecinco.es/                  |
| MPE3 (també Alpicat)           | 35 UHF (586 MHz) | Cuatro                    | DVB-T  | http://www.cuatro.com/                    |
| MPE3 (també Alpicat)           | 35 UHF (586 MHz) | Factoría de Ficción       | DVB-T  | https://www.factoriadeficcion.com/        |
| MPE3 (també Alpicat)           | 35 UHF (586 MHz) | Divinity                  | DVB-T  | http://www.divinity.es/                   |
| MPE4 (també Alpicat)           | 38 UHF (610 MHz) | Boing                     | DVB-T  | https://www.boing.es/                     |
| MPE4 (també Alpicat)           | 38 UHF (610 MHz) | Energy                    | DVB-T  | http://www.energytv.es/                   |
| MPE4 (també Alpicat)           | 38 UHF (610 MHz) | Mega                      | DVB-T  | https://mega.atresmedia.com/              |
| MPE4 (també Alpicat)           | 38 UHF (610 MHz) | TRECE                     | DVB-T  | https://www.cope.es/trecetv               |
| MPE4 (també Alpicat)           | 38 UHF (610 MHz) | Onda Cero                 | DVB-T  | http://www.ondacero.es/                   |
| MPE4 (també Alpicat)           | 38 UHF (610 MHz) | Europa FM                 | DVB-T  | http://www.europafm.com/                  |
| MPE4 (també Alpicat)           | 38 UHF (610 MHz) | Melodía FM                | DVB-T  | http://www.melodia-fm.com/                |
| MPE4 (també Alpicat)           | 38 UHF (610 MHz) | COPE                      | DVB-T  | http://www.cope.es/                       |
| MPE4 (també Alpicat)           | 38 UHF (610 MHz) | Rock FM                   | DVB-T  | https://www.rockfm.fm/                    |
| MAUT_ARA (només Alpicat)       | 45 UHF (666 MHz) | Aragón TV                 | DVB-T  | http://www.aragontelevision.es/           |
| MAUT_ARA (només Alpicat)       | 45 UHF (666 MHz) | Aragón Radio              | DVB-T  | http://www.aragonradio.es/                |
| RGE1 ARA (només Alpicat)       | 46 UHF (674 MHz) | La 1 Aragón               | DVB-T  | https://www.rtve.es/television/           |
| RGE1 ARA (només Alpicat)       | 46 UHF (674 MHz) | La 2                      | DVB-T  | https://www.rtve.es/television/           |
| RGE1 ARA (només Alpicat)       | 46 UHF (674 MHz) | 24h                       | DVB-T  | https://www.rtve.es/television/           |
| RGE1 ARA (només Alpicat)       | 46 UHF (674 MHz) | Teledeporte               | DVB-T  | https://www.rtve.es/television/           |
| RGE1 ARA (només Alpicat)       | 46 UHF (674 MHz) | RNE Radio Nacional Aragón | DVB-T  | http://www.rne.es/                        |
| RGE1 ARA (només Alpicat)       | 46 UHF (674 MHz) | RNE Radio 5               | DVB-T  | http://www.rtve.es/radio/radio5/          |
| MPE1 (també Alpicat)           | 47 UHF (682 MHz) | Veo 7                     | DVB-T  | http://www.veo7.com/                      |
| MPE1 (també Alpicat)           | 47 UHF (682 MHz) | DMAX                      | DVB-T  | https://dmax.marca.com/                   |
| MPE1 (també Alpicat)           | 47 UHF (682 MHz) | Squirrel                  | DVB-T  | https://squirreltv.es/                    |
| MPE1 (també Alpicat)           | 47 UHF (682 MHz) | Paramount Network         | DVB-T  | https://www.paramountnetwork.es/          |
| MPE1 (també Alpicat)           | 47 UHF (682 MHz) | Cadena 100                | DVB-T  | http://www.cadena100.es/                  |
| MPE1 (també Alpicat)           | 47 UHF (682 MHz) | Radio María               | DVB-T  | http://www.radiomaria.es/                 |
| MPE1 (també Alpicat)           | 47 UHF (682 MHz) | Radio Marca               | DVB-T  | http://www.radiomarca.com/                |
| MPE1 (també Alpicat)           | 47 UHF (682 MHz) | BOM Radio                 | DVB-T  | https://www.bomradio.com/                 |

### Fraga / L'Escorpió
Comarca: Baix Cinca
Cota: 265 m
Cobertura: Baix Cinca i el cantó oriental dels Monegres

#### Televisió
| Xarxa múltiplex | Canal d'emissió  | Serveis                   | Senyal | Web                                                        |
| --------------- | ---------------- | ------------------------- | ------ | ---------------------------------------------------------- |
| MAUT_CAT (TVC)  | 22 UHF (482 MHz) | TV3                       | DVB-T  | http://www.tv3.cat/                                        |
| MAUT_CAT (TVC)  | 22 UHF (482 MHz) | 3/24                      | DVB-T  | http://www.324.cat/                                        |
| MAUT_CAT (TVC)  | 22 UHF (482 MHz) | SX3/33                    | DVB-T  | http://www.super3.cat/                                     |
| MAUT_CAT (TVC)  | 22 UHF (482 MHz) | Esport3                   | DVB-T  | http://www.esport3.cat/                                    |
| MAUT_CAT (TVC)  | 22 UHF (482 MHz) | IB3 Global                | DVB-T  | http://www.ib3tv.com/                                      |
| MAUT_CAT (TVC)  | 22 UHF (482 MHz) | Catalunya Ràdio           | DVB-T  | http://www.catradio.cat/                                   |
| MAUT_CAT (TVC)  | 22 UHF (482 MHz) | Catalunya Informació      | DVB-T  | http://www.catalunyainformacio.cat/                        |
| MAUT_CAT (TVC)  | 22 UHF (482 MHz) | Catalunya Música          | DVB-T  | http://www.catalunyamusica.cat/                            |
| MAUT_CAT (TVC)  | 22 UHF (482 MHz) | iCat                      | DVB-T  | http://www.icat.cat/                                       |
| RGE2            | 25 UHF (506 MHz) | La 1 UHD                  | DVB-T  | https://www.rtve.es/television/                            |
| RGE2            | 25 UHF (506 MHz) | Clan                      | DVB-T  | https://www.rtve.es/television/                            |
| RGE2            | 25 UHF (506 MHz) | DKISS                     | DVB-T  | http://www.dkiss.es/                                       |
| RGE2            | 25 UHF (506 MHz) | RNE Radio Clásica HQ      | DVB-T  | http://www.rtve.es/radio/radiocalasica/                    |
| RGE2            | 25 UHF (506 MHz) | RNE Radio 3 HQ            | DVB-T  | http://www.rtve.es/radio/radio3/                           |
| RGE2            | 25 UHF (506 MHz) | RNE Radio Exterior        | DVB-T  | http://www.rtve.es/radio/radio-exterior/                   |
| RGE2            | 25 UHF (506 MHz) | Kiss FM                   | DVB-T  | http://www.kissfm.es/                                      |
| RGE2            | 25 UHF (506 MHz) | HIT FM                    | DVB-T  | http://www.hitfm.es/                                       |
| RGE2            | 25 UHF (506 MHz) | esRadio                   | DVB-T  | https://esradio.libertaddigital.com/                       |
| RGE2            | 25 UHF (506 MHz) | SER                       | DVB-T  | http://www.cadenaser.com/                                  |
| RGE2            | 25 UHF (506 MHz) | Los 40                    | DVB-T  | http://www.los40.com/                                      |
| RGE2            | 25 UHF (506 MHz) | Cadena Dial               | DVB-T  | http://www.cadenadial.com/                                 |
| MPE5            | 28 UHF (530 MHz) | Atreseries                | DVB-T  | http://atreseries.atresmedia.com/                          |
| MPE5            | 28 UHF (530 MHz) | Be Mad                    | DVB-T  | http://www.bemad.es/                                       |
| MPE5            | 28 UHF (530 MHz) | Realmadrid TV             | DVB-T  | https://www.realmadrid.com/real-madrid-tv                  |
| MPE5            | 28 UHF (530 MHz) | TEN                       | DVB-T  | https://tentv.es/                                          |
| MPE5            | 28 UHF (530 MHz) | Los 40 Classic            | DVB-T  | https://los40.com/los40_classic/                           |
| MPE5            | 28 UHF (530 MHz) | Los 40 Urban              | DVB-T  | https://los40.com/los40_urban/                             |
| MPE5            | 28 UHF (530 MHz) | Radiolé                   | DVB-T  | https://www.radiole.com/                                   |
| MPE2            | 32 UHF (562 MHz) | Antena 3                  | DVB-T  | http://www.antena3.com/                                    |
| MPE2            | 32 UHF (562 MHz) | La Sexta                  | DVB-T  | http://www.lasexta.com/                                    |
| MPE2            | 32 UHF (562 MHz) | Neox                      | DVB-T  | https://neox.atresmedia.com/                               |
| MPE2            | 32 UHF (562 MHz) | Nova                      | DVB-T  | https://nova.atresmedia.com/                               |
| MPE3            | 35 UHF (586 MHz) | Telecinco                 | DVB-T  | http://www.telecinco.es/                                   |
| MPE3            | 35 UHF (586 MHz) | Cuatro                    | DVB-T  | http://www.cuatro.com/                                     |
| MPE3            | 35 UHF (586 MHz) | Factoría de Ficción       | DVB-T  | https://www.factoriadeficcion.com/                         |
| MPE3            | 35 UHF (586 MHz) | Divinity                  | DVB-T  | http://www.divinity.es/                                    |
| TL02HU Fraga    | 37 UHF (602 MHz) | Digital Fraga TV          | DVB-T  | https://www.intersectorial.com/asociados/digital-fraga-tv/ |
| MPE4            | 38 UHF (610 MHz) | Boing                     | DVB-T  | https://www.boing.es/                                      |
| MPE4            | 38 UHF (610 MHz) | Energy                    | DVB-T  | http://www.energytv.es/                                    |
| MPE4            | 38 UHF (610 MHz) | Mega                      | DVB-T  | https://mega.atresmedia.com/                               |
| MPE4            | 38 UHF (610 MHz) | TRECE                     | DVB-T  | https://www.cope.es/trecetv                                |
| MPE4            | 38 UHF (610 MHz) | Onda Cero                 | DVB-T  | http://www.ondacero.es/                                    |
| MPE4            | 38 UHF (610 MHz) | Europa FM                 | DVB-T  | http://www.europafm.com/                                   |
| MPE4            | 38 UHF (610 MHz) | Melodía FM                | DVB-T  | http://www.melodia-fm.com/                                 |
| MPE4            | 38 UHF (610 MHz) | COPE                      | DVB-T  | http://www.cope.es/                                        |
| MPE4            | 38 UHF (610 MHz) | Rock FM                   | DVB-T  | https://www.rockfm.fm/                                     |
| MAUT_ARA        | 45 UHF (666 MHz) | Aragón TV                 | DVB-T  | http://www.aragontelevision.es/                            |
| MAUT_ARA        | 45 UHF (666 MHz) | Aragón Radio              | DVB-T  | http://www.aragonradio.es/                                 |
| RGE1 ARA        | 46 UHF (674 MHz) | La 1 Aragón               | DVB-T  | https://www.rtve.es/television/                            |
| RGE1 ARA        | 46 UHF (674 MHz) | La 2                      | DVB-T  | https://www.rtve.es/television/                            |
| RGE1 ARA        | 46 UHF (674 MHz) | 24h                       | DVB-T  | https://www.rtve.es/television/                            |
| RGE1 ARA        | 46 UHF (674 MHz) | Teledeporte               | DVB-T  | https://www.rtve.es/television/                            |
| RGE1 ARA        | 46 UHF (674 MHz) | RNE Radio Nacional Aragón | DVB-T  | http://www.rtve.es/radio/                                  |
| RGE1 ARA        | 46 UHF (674 MHz) | RNE Radio 5               | DVB-T  | http://www.rtve.es/radio/radio5/                           |
| MPE1            | 47 UHF (682 MHz) | Veo 7                     | DVB-T  | http://www.veo7.com/                                       |
| MPE1            | 47 UHF (682 MHz) | DMAX                      | DVB-T  | https://dmax.marca.com/                                    |
| MPE1            | 47 UHF (682 MHz) | Squirrel                  | DVB-T  | https://squirreltv.es/                                     |
| MPE1            | 47 UHF (682 MHz) | Paramount Network         | DVB-T  | https://www.paramountnetwork.es/                           |
| MPE1            | 47 UHF (682 MHz) | Cadena 100                | DVB-T  | http://www.cadena100.es/                                   |
| MPE1            | 47 UHF (682 MHz) | Radio María               | DVB-T  | http://www.radiomaria.es/                                  |
| MPE1            | 47 UHF (682 MHz) | Radio Marca               | DVB-T  | http://www.radiomarca.com/                                 |
| MPE1            | 47 UHF (682 MHz) | BOM Radio                 | DVB-T  | https://www.bomradio.com/                                  |

#### Ràdio
| Canal d'emissió | Serveis                   | Senyal | Web                                              |
| --------------- | ------------------------- | ------ | ------------------------------------------------ |
| 92,1 MHz        | esRadio                   | FM     | https://esradio.libertaddigital.com/             |
| 93,1 MHz        | Kiss FM                   | FM     | https://www.kissfm.es/                           |
| 93,8 MHz        | Radio María               | FM     | https://radiomaria.es/                           |
| 95,0 MHz        | RNE Radio Nacional Aragón | FM     | https://www.rtve.es/radio/                       |
| 96,3 MHz        | RNE Radio Clásica         | FM     | https://www.rtve.es/radio/radioclasica/          |
| 98,8 MHz        | RNE Radio 5 Huesca        | FM     | https://www.rtve.es/radio/radio5/                |
| 101,0 MHz       | Aragón Radio              | FM     | http://www.aragonradio.es                        |
| 102,2 MHz       | RNE Radio 3               | FM     | https://www.rtve.es/radio/radio3/                |
| 107,7 MHz       | Ràdio Fraga               | FM     | https://www.fraga.org/fraga-tematico/radio-fraga |

### Vall-de-roures / Plaça de Toros
Comarca: Matarranya
Cota: 540 m
Cobertura: Matarranya

#### Televisió
| Xarxa múltiplex                 | Canal d'emissió  | Serveis                   | Senyal | Web                                       |
| ------------------------------- | ---------------- | ------------------------- | ------ | ----------------------------------------- |
| RGE2                            | 23 UHF (490 MHz) | La 1 UHD                  | DVB-T  | https://www.rtve.es/television/           |
| RGE2                            | 23 UHF (490 MHz) | Clan                      | DVB-T  | https://www.rtve.es/television/           |
| RGE2                            | 23 UHF (490 MHz) | DKISS                     | DVB-T  | http://www.dkiss.es/                      |
| RGE2                            | 23 UHF (490 MHz) | RNE Radio Clásica HQ      | DVB-T  | http://www.rtve.es/radio/radiocalasica/   |
| RGE2                            | 23 UHF (490 MHz) | RNE Radio 3 HQ            | DVB-T  | http://www.rtve.es/radio/radio3/          |
| RGE2                            | 23 UHF (490 MHz) | RNE Radio Exterior        | DVB-T  | http://www.rtve.es/radio/radio-exterior/  |
| RGE2                            | 23 UHF (490 MHz) | Kiss FM                   | DVB-T  | http://www.kissfm.es/                     |
| RGE2                            | 23 UHF (490 MHz) | HIT FM                    | DVB-T  | http://www.hitfm.es/                      |
| RGE2                            | 23 UHF (490 MHz) | esRadio                   | DVB-T  | https://esradio.libertaddigital.com/      |
| RGE2                            | 23 UHF (490 MHz) | SER                       | DVB-T  | http://www.cadenaser.com/                 |
| RGE2                            | 23 UHF (490 MHz) | Los 40                    | DVB-T  | https://los40.com/                        |
| RGE2                            | 23 UHF (490 MHz) | Cadena Dial               | DVB-T  | http://www.cadenadial.com/                |
| MAUT_CAT (TVC) (només Montcaro) | 24 UHF (498 MHz) | TV3                       | DVB-T  | http://www.tv3.cat/                       |
| MAUT_CAT (TVC) (només Montcaro) | 24 UHF (498 MHz) | 3/24                      | DVB-T  | http://www.324.cat/                       |
| MAUT_CAT (TVC) (només Montcaro) | 24 UHF (498 MHz) | SX3/33                    | DVB-T  | http://www.super3.cat/                    |
| MAUT_CAT (TVC) (només Montcaro) | 24 UHF (498 MHz) | Esport3                   | DVB-T  | http://www.esport3.cat/                   |
| MAUT_CAT (TVC) (només Montcaro) | 24 UHF (498 MHz) | IB3 Global                | DVB-T  | http://www.ib3tv.com/                     |
| MAUT_CAT (TVC) (només Montcaro) | 24 UHF (498 MHz) | Catalunya Ràdio           | DVB-T  | http://www.catradio.cat/                  |
| MAUT_CAT (TVC) (només Montcaro) | 24 UHF (498 MHz) | Catalunya Informació      | DVB-T  | http://www.catalunyainformacio.cat/       |
| MAUT_CAT (TVC) (només Montcaro) | 24 UHF (498 MHz) | Catalunya Música          | DVB-T  | http://www.catalunyamusica.cat/           |
| MAUT_CAT (TVC) (només Montcaro) | 24 UHF (498 MHz) | iCat                      | DVB-T  | http://www.icat.cat/                      |
| MAUT_ARA (només Montcaro)       | 26 UHF (514 MHz) | Aragón TV                 | DVB-T  | http://www.aragontelevision.es/           |
| MAUT_ARA (només Montcaro)       | 26 UHF (514 MHz) | Aragón Radio              | DVB-T  | http://www.aragonradio.es/                |
| MPE5                            | 28 UHF (530 MHz) | Atreseries                | DVB-T  | http://atreseries.atresmedia.com/         |
| MPE5                            | 28 UHF (530 MHz) | Be Mad                    | DVB-T  | http://www.bemad.es/                      |
| MPE5                            | 28 UHF (530 MHz) | Realmadrid TV             | DVB-T  | https://www.realmadrid.com/real-madrid-tv |
| MPE5                            | 28 UHF (530 MHz) | TEN                       | DVB-T  | https://tentv.es/                         |
| MPE5                            | 28 UHF (530 MHz) | Los 40 Classic            | DVB-T  | https://los40.com/los40_classic/          |
| MPE5                            | 28 UHF (530 MHz) | Los 40 Urban              | DVB-T  | https://los40.com/los40_urban/            |
| MPE5                            | 28 UHF (530 MHz) | Radiolé                   | DVB-T  | https://www.radiole.com/                  |
| MPE4                            | 29 UHF (538 MHz) | Boing                     | DVB-T  | https://www.boing.es/                     |
| MPE4                            | 29 UHF (538 MHz) | Energy                    | DVB-T  | http://www.energytv.es/                   |
| MPE4                            | 29 UHF (538 MHz) | Mega                      | DVB-T  | https://mega.atresmedia.com/              |
| MPE4                            | 29 UHF (538 MHz) | TRECE                     | DVB-T  | https://www.cope.es/trecetv               |
| MPE4                            | 29 UHF (538 MHz) | Onda Cero                 | DVB-T  | http://www.ondacero.es/                   |
| MPE4                            | 29 UHF (538 MHz) | Europa FM                 | DVB-T  | http://www.europafm.com/                  |
| MPE4                            | 29 UHF (538 MHz) | Melodía FM                | DVB-T  | http://www.melodia-fm.com/                |
| MPE4                            | 29 UHF (538 MHz) | COPE                      | DVB-T  | http://www.cope.es/                       |
| MPE4                            | 29 UHF (538 MHz) | Rock FM                   | DVB-T  | https://www.rockfm.fm/                    |
| MPE3                            | 35 UHF (586 MHz) | Telecinco                 | DVB-T  | http://www.telecinco.es/                  |
| MPE3                            | 35 UHF (586 MHz) | Cuatro                    | DVB-T  | http://www.cuatro.com/                    |
| MPE3                            | 35 UHF (586 MHz) | Factoría de Ficción       | DVB-T  | https://www.factoriadeficcion.com/        |
| MPE3                            | 35 UHF (586 MHz) | Divinity                  | DVB-T  | http://www.divinity.es/                   |
| RGE1 ARA (també Montcaro)       | 39 UHF (618 MHz) | La 1 Aragón               | DVB-T  | https://www.rtve.es/television/           |
| RGE1 ARA (també Montcaro)       | 39 UHF (618 MHz) | La 2                      | DVB-T  | https://www.rtve.es/television/           |
| RGE1 ARA (també Montcaro)       | 39 UHF (618 MHz) | 24h                       | DVB-T  | https://www.rtve.es/television/           |
| RGE1 ARA (també Montcaro)       | 39 UHF (618 MHz) | Teledeporte               | DVB-T  | https://www.rtve.es/television/           |
| RGE1 ARA (també Montcaro)       | 39 UHF (618 MHz) | RNE Radio Nacional Aragón | DVB-T  | http://www.rtve.es/radio/                 |
| RGE1 ARA (també Montcaro)       | 39 UHF (618 MHz) | RNE Radio 5               | DVB-T  | http://www.rtve.es/radio/radio5/          |
| MPE2                            | 40 UHF (626 MHz) | Antena 3                  | DVB-T  | http://www.antena3.com/                   |
| MPE2                            | 40 UHF (626 MHz) | La Sexta                  | DVB-T  | http://www.lasexta.com/                   |
| MPE2                            | 40 UHF (626 MHz) | Neox                      | DVB-T  | https://neox.atresmedia.com/              |
| MPE2                            | 40 UHF (626 MHz) | Nova                      | DVB-T  | https://neox.atresmedia.com/              |
| MPE1                            | 47 UHF (682 MHz) | Veo 7                     | DVB-T  | http://www.veo7.com/                      |
| MPE1                            | 47 UHF (682 MHz) | DMAX                      | DVB-T  | https://dmax.marca.com/                   |
| MPE1                            | 47 UHF (682 MHz) | Squirrel                  | DVB-T  | https://squirreltv.es/                    |
| MPE1                            | 47 UHF (682 MHz) | Paramount Network         | DVB-T  | https://www.paramountnetwork.es/          |
| MPE1                            | 47 UHF (682 MHz) | Cadena 100                | DVB-T  | http://www.cadena100.es/                  |
| MPE1                            | 47 UHF (682 MHz) | Radio María               | DVB-T  | http://www.radiomaria.es/                 |
| MPE1                            | 47 UHF (682 MHz) | Radio Marca               | DVB-T  | http://www.radiomarca.com/                |
| MPE1                            | 47 UHF (682 MHz) | BOM Radio                 | DVB-T  | https://www.bomradio.com/                 |

#### Ràdio
| Canal d'emissió | Serveis         | Senyal | Web                                               |
| --------------- | --------------- | ------ | ------------------------------------------------- |
| 98,7 MHz        | Aragón Radio    | FM     | http://www.aragonradio.es                         |
| 107,2 MHz       | Matarraña Radio | FM     | https://www.lacomarca.net/radios/matarrana-radio/ |